# Liste des graveurs en chef de la Monnaie américaine
Le graveur en chef de la Monnaie des États-Unis est le plus haut fonctionnaire de la Monnaie.
C'est la personne chargée de la conception des pièces et de la gravure des matrices dans les quatre hôtels des monnaies des États-Unis. Le poste est créé par le Congrès avec la loi sur les pièces de monnaie de 1792, et placé au sein du département du Trésor qui produit les pièces de monnaie de circulation pour les États-Unis. En 1990, après la démission d'Elizabeth Jones, le poste de graveur en chef reste vacant et en 1996, avec la loi publique 104-208, il est aboli par le Congrès.
Le 3 février 2009, le directeur de la Monnaie, Edmund C. Moy, nomme John Mercanti au poste de graveur en chef. À la suite du départ à la retraite de Mercanti en 2010, le poste reste vacant jusqu'en février 2019, date à laquelle Joseph Menna y est nommé.

## Graveurs en chef

### Robert Scot (1793-1823)
Robert Scot a été nommé graveur en chef de la Monnaie des États-Unis le 23 novembre 1793, après la mort tragique du graveur non officiel Joseph Wright, à la suite de l'épidémie de fièvre jaune de 1793.
Il dessine les premières pièces de monnaie américaines, comme  le « Silver Dollar » de 1804 ou le « Flowing Hair dollar ». Il reste à son poste jusqu'à sa mort en 1823.

### William Kneass (1824-1840)
William Kneass a été le deuxième graveur en chef de la Monnaie des États-Unis de 1824 jusqu'à sa mort en 1840. On attribue à Kneass la conception du motif Classic Head (en), qui figurait sur de nombreuses pièces de la monnaie américaine, notamment sur les pièces d'or quarter eagle (2,50 $) et half eagle (5,00 $) de 1834 à 1839. Il a également modifié le motif Capped Bust (en) de John Reich pour l'utiliser sur les pièces de dix cents à un demi-dollar de 1829 à 1837.

### Christian Gobrecht (1840-1844)
Christian Gobrecht a été le troisième graveur en chef de la Monnaie des États-Unis de 1840 à sa mort en 1844. Il a été responsable de la conception des célèbres dessins Seated Liberty, qui ont été à leur tour l'inspiration directe pour la conception du trade dollar. Il a également conçu le dollar de Gobrecht, qui a été frappé en petites quantités de 1836 à 1838 et a ensuite inspiré le Flying Eagle cent. Il a également dessiné les faces avers des pièces d'or de la Liberty head (alias Coronet Head), du quarter eagle, du half eagle et du eagle, ainsi que des pièces de type « cheveux tressés » (braided hair), du demi cent et du grand cent (en).

### James Barton Longacre (1844-1869)
James Barton Longacre était un portraitiste et graveur américain, et le quatrième graveur en chef de la Monnaie des États-Unis de 1844 à sa mort en 1869. Longacre est surtout connu pour le dessin du cent Indian Head, qui est entré dans le commerce en 1859, et pour les dessins du Shield nickel, du cent Flying Eagle et d'autres pièces de monnaie du milieu du XIXe siècle.

### William Barber (1869-1879)
William Barber a été le cinquième graveur en chef de la Monnaie des États-Unis de 1869 à sa mort en 1879. Barber est surtout connu pour son dessin de trade dollar inspiré de Britannia, qui a été produit de 1873 à 1878 pour la circulation en Extrême-Orient, et sous forme belle épreuve uniquement par la suite jusqu'en 1883.

### Charles E. Barber (1880-1917)
Charles Edward Barber a été le sixième graveur en chef de la Monnaie des États-Unis de 1879 à sa mort en 1917. Il a eu une longue et fructueuse carrière dans le domaine de la monnaie, concevant la plupart des pièces produites à la Monnaie pendant son mandat de graveur en chef. Il a dessiné toutes les pièces de monnaie et a conçu une trentaine de médailles au cours de sa vie, dont les pièces Barber (en) portent son nom. En outre, Barber a conçu un certain nombre de pièces commémoratives, certaines en partenariat avec le graveur adjoint George T. Morgan. Pour le populaire demi-dollar colombien et le demi-dollar et quart d'aigle du Panama-Pacifique, Barber a dessiné l'avers et Morgan le revers,,. Barber a également conçu les pièces de 1883 pour le royaume d'Hawaï, ainsi que la monnaie cubaine de 1915. Le dessin de Barber sur la pièce de 5 centavos de Cuba est resté en usage jusqu'en 1961.

### George T. Morgan (1917-1925)
George Thomas Morgan était graveur en chef de la Monnaie des États-Unis de 1917 à sa mort en 1925. Il est célèbre pour avoir conçu de nombreuses pièces populaires, comme le dollar Morgan et le revers du demi-dollar colombien ainsi que la pièce de 100 dollars de l'Union en or qui n'a jamais été diffusée.

### John R. Sinnock (1925-1947)
John Ray Sinnock a été le huitième graveur en chef de la Monnaie des États-Unis de 1925 à sa mort en 1947. Lors de la première frappe de la pièce de dix cents de Roosevelt (en) en 1946, une fausse histoire s'est produite aux États-Unis, selon laquelle les lettres « JS » ne représentaient en fait pas John Sinnock, mais Joseph Staline. La légende urbaine a coïncidé avec la deuxième alerte rouge. La rumeur a refait surface après la publication de la pièce d'un demi-dollar américain Franklin conçu par Sinnock en hommage à Benjamin Franklin en 1948.

### Gilroy Roberts (1948-1964)
Gilroy Roberts était un sculpteur américain. Il a été le neuvième graveur en chef de la Monnaie des États-Unis de 1948 à 1964, et est peut-être le plus célèbre pour avoir conçu l'avers du demi-dollar Kennedy.

### Frank Gasparro (1965-1981)
Frank Gasparro a été le dixième graveur en chef de la Monnaie des États-Unis, occupant ce poste du 23 février 1965 au 16 janvier 1981. Avant cela, il était graveur adjoint. Il a conçu les deux faces du dollar Susan B. Anthony, les deux faces du dollar Eisenhower (à l'exception des éditions du Bicentenaire de 1975-1976), le revers du cent du Lincoln Memorial (frappé de 1959 à 2008) et le revers du demi-dollar Kennedy.

### Elizabeth Jones (1981-1991)
Elizabeth Jones a été la onzième graveur en chef de la Monnaie des États-Unis, occupant ce poste de 1981 jusqu'à sa démission en 1991. Après sa démission, le poste de graveur en chef est resté vacant pendant 15 ans jusqu'à la nomination de John Mercanti à ce poste. Jones est la créatrice de l'avers de la pièce de un dollar des Jeux olympiques de Los Angeles de 1983. Son dessin incorporait le traditionnel lanceur de disque aux contours conjoints en trois couches comme dans un mouvement stroboscopique.

### John Mercanti (2006-2010)
John M. Mercanti est un sculpteur et graveur américain. Il a été le douzième graveur en chef de la Monnaie des États-Unis jusqu'à sa retraite à la fin de 2010. Mercanti a produit plus de dessins de pièces et de médailles que tout autre employé dans l'histoire de la Monnaie des États-Unis (plus de 100 en 2006). Parmi ceux-ci figurent la pièce de dix dollars en or des Jeux Olympiques de 1984 (en), la pièce d'un dollars de la statue de la Liberté de 1986, la pièce de cinq dollars en or du bicentenaire du Congrès de 1989, l'avers du dollar en argent du centenaire d'Eisenhower de 1990, l'avers de la pièce de cinq dollars du Mont Rushmore de 1991, l'avers du dollar en argent du Mémorial de la guerre de Corée de 1991 et l'avers du dollar commémoratif de John Marshall de 2005. En plus de concevoir et de sculpter un certain nombre de médailles d'or du Congrès, Mercanti a travaillé sur des pièces pour les États de l'Arkansas, de l'Iowa, de la Caroline du Nord, de la Pennsylvanie et de la Virginie occidentale dans le cadre du programme des 50 États.
À la suite du départ à la retraite de Mercanti en 2010, le poste reste vacant jusqu'en février 2019, date à laquelle Joseph Menna y est nommé.

### Joseph Menna (2019-)
Joseph F. Menna est un sculpteur et graveur américain qui a travaillé à la fois sur des supports de sculpture numériques et traditionnels.  Il a sculpté le dessin de Lyndall Bass, designer associé du United States Mint Artistic Infusion Program, dans le Lincoln Cent 2010 et ses initiales, « JFM », apparaissent au revers de la pièce, sous le côté droit. Son travail de sculpture peut également être vu sur l'Everglades National Park quarter de 2014.